# Ензимска супституциона терапија мукополисахаридоза
Ензимска супституциона терапија мукополисахаридоза (скраћено ERT од енг. речи Enzyme replacement therapy), је метода савременог лечења озбиљних генетских поремећаја који углавном погађају мушки пол. Они утичу на способност организма да разлаже и рециклира одређене мукополисахариде, познате као гликозаминогликани, који се нагомилавају у ћелијама у целом телу због тога што ензим идуронат–2–сулфатаза не делује адекватно или у потпуности недостаје. Ово нагомилавање омета начин на који одређене ћелије и органи у болесника са мукополисахаридозом функционишу и доводи до низа озбиљних поремећаја. Имајући ово у виду, ензимска терапија мукополисахаридоза је супституциона (јер траје доживотно), и заменска за недостајући ензим. Веома је специфична и скупа, јер је нпр. цена недељне дозе у Србији око милион динара, и није доступна свим болесницима у свету.
ERT за сада је доступна за лечење: мукополисахаридоза тип I H, мукополисахаридоза тип I H-S и мукополисахаридоза тип I S, Хантеров синдрома и мукополисахаридоза тип VI, док су у истраживању лекови за мукополисахаридозу тип IV и мукополисахаридозу тип VII, док за сада, ERT није опције за пацијенте са Санфилиповим синдромом.

## Историја
Концепт ензимске супституционе терапије лизозомских болести нагомилавања гликозаминогликана изнео је de Duve C. 1964. године. у следећем кратком објашњењу:
...У нашим патогеним спекулацијама и у нашим терапеутским покушајима, можда је добро имати на уму да свака супстанца која је узета интрацелуларно у ендоцитном процесу, вероватно ће завршити у оквиру лизозома. Ово очигледно отвара многе могућности за интеракцију, укључујући и супституциону терапију.
Веза између ендоцитозе и лизозома је већ добро била утврђена, још пре ове изјаве de Duveа C., али је концепт лизозомских болести депоновања у то време био нов, и захтевао је експерименталну подршка за примену метода супституције ензимима.
Међутим, биле су потребне деценије како би се сазнало много више о ћелијској биологији пре него што су се лизозомски ензими могли развити у фармацеутске производе. 
Све је почело се са моделима система, који су се састојали од култивисаних фибробласта коже пацијената са мукополисахаридозама (МПС), који су показали да њихова дефектна катаколиза гликозаминогликана може бити коригована факторима изведеним из ћелија различитог генотипа. 
Корективни фактори су идентификовани као лизосомални ензими са посебном особином, или знаком препознавања, што је омогућиоло њихово ефикасно узорковања. Пошто је сигнал препознавања био одсутан из бројних лизозомских ензима који су изложени фибробластима од пацијената са I-ћелијском болешћу (моногени поремећај), постулирана је пост-транслациона модификација лизозомских ензима. 
Касније је доказано да је угљени хидрат, идентификован као маноза-6-фосфат (M6P), тај који је препознат од присутних M6P  рецептора. Други модел система био је клиренс, ин виво, лизозомских ензима из плазме. Сигнал препознавања за овај систем идентификован је као маноза,  уз  очигледно очување маноза рецептора ретикулоендотела. 
Овај други систем је одмах одобрен да се користи за лечење Гошеове болести типа I, у којој су макрофаге погођене ћелије. Нативни, а касније и рекомбинантна, глукоцереброзидаза је модификована да би се открили остатаци терминалне манозе; тако је настала прва успешна фармацеутска компанија за болести лизозома. 
Рекомбинантни лизозомални ензими који садрже M6P сигнал су развијени (или су у напредним стадијумима развоја) у фармацеутске производе за лечење Фабриове болести, МПС тип I, МПС тип II, МПС тип IV и Помпеове болести.
Истраживања алфа елосулфазе
Иако је концепт ензимске супституциона терапије мукополисахаридоза (скраћено ЕРТ)  уведен од стране Christian de Duveа 1970-их, до 2008. године није објављен први претклинички резултат ЕРТ за мукополисахаридозу тип IV (МПС  тип IV) на животињском моделу.
Напредак у истраживањима  ЕРТ-а за МПС  тип IV отежавао је прочишћавање стабилног GALNS ензима у великој размери и недостатак спонтаног модела миша за третман и евалуацију. Након обимног поступка пречишћавања фосфорилисаних GALNS ензима у лабораторији, коришћењем ћелија јајника кинеског хрчка, анализирана је фармакокинетка и фармакодинамика, што је показало да су GALNS ензими заиста узимани од ћелија преко рецептора манозе-6-фосфата и дистрибуирани системски у мишевима након појединачне ињекције.
Пацијенти укључени у студију прво су примили алфа-елосулфазу током 36-недељног периода ескалације доза, сваких 12 недеља (0,1, 1,0, и 2,0 mg/kg недељно) након чега је следио у наредних 36-48 недеља додатни третман са 1 mg/kg  недељно. Сви пацијенти су показали смањене нивое уринарног креатен сулфата, а за наредне студије изабрана је доза од 2 mg/kg недељно.
Иако су подаци о ефикасности лечења донекле били ограничени, алфа елосулфаза је одобрена у фебруару 2014. године од стране US Food and Drug Administration (FDA) и Европског одбора за медицинске производе и лекове за људску употребу.

## Општа разматрања
Ензимска супституциона терапија мукополисахаридоза постала је доступна, када се дефектни ензим почео производити синтетски. Њихова производња и стављање у промет у Сједињњним Државама и ЕУ одобрен је, за медицинску употребу, од 2003. године. 
Администрацију лекова из ове групе, због њене специвичности, треба обавити у специјализованим здравственим установама, за инфузиону терапију, од стране искусних здравствених радника. А аимајући у виду и високу цвену лека и његову примену током читавог живота пацијента, временска и финансијска обавеза могу бити опсежне, и ограничавајуће за лечење појединца који живе у сиромашним друштвима.
Ензимска супституциона терапија (скраћено ERT) за сада је доступна за лечење следећих мукополисахаридоза:
Л-идуронидаза — за лечење мукополисахаридозе тип I H, мукополисахаридозе тип I H-S и мукополисахаридозе тип I S. 
Идурсулфаза — за лечење Хантеровог синдрома
Галсулфаза — за лечење мукополисахаридозе тип VI
Тренутно су у истраживању лекови за специфичну ензимску супституциону терапију — мукополисахаридозе тип IV и Мукополисакаридозе тип VII, док за сада, специфичне ензимска супституциона терапија (ERT) није опције за пацијенте са Санфилиповим синдромом.

### Лекови
Како се дефектни ензим данас могу производити синтетски, за поједине мукополисахаридозе почела је проиизводња и примена следећих лекова намењених за ензимска супституциону терапију мукополисахаридоза:

#### Л-идуронидаза
Један од лекова који се користи у лечењу МПС тип I је супситуциони ензим Л-идуронидаза или ларонидаза (EC 3.2.1.76, алфа-Л-идуронидаза), Aldurazyme®. Овај ензим катализује следећу хемијску реакцију:
хидролиза несулфатисаних алфа - L - идуронозидних веза у дерматан сулфату
Ензим се даје интравенски инфузијом једном недељно у дози од 100 j./kg. Почетна брзина инфузије од 2 j./kg/h се може постепено повећавати свака петнаест минута, ако се добро толерише, до 43 j./kg/h. Укупана количину лека треба искористити у року од 3 до 4 сата. Лечење је дугорочно, највероватније доживотно.
Третман се показао ефикасним за побољшање ненуролошких манифестација МПС тип I, попут:
- контрактура (укочености) зглобова,
- нарушених функција плућа и
- побољшање општег здравља.

Добре и лоше стране
Међутим, не треба очекивати да се супституциона терапија ензимима смањити све ефеката поремећаја на очима и срчаним залистцима. Нема ни доказа да се акумулација мукополисахардних супстанце у мозгу спречава или смањује, јер ензим не може пролазити кроз крвно-мождану баријеру. Студије су у току како би се утврдило да ли се акумулације гликозаминогликана у кичми могу спречити применом лека директно у кичмену течност. У том циљу даље студије и дуже праћење, потребне су за процену ефикасности терапије давања ензима директно у крвоток или кичмену течност.
Нежељена дејства
Према 52-недељном неконтролисаном клиничком испитивању најчешће озбиљне реакције код деце млађе од 6 година биле су:
- отитис медија (20%)
- јатрогенија изазвана централном венском кетеризацијом потребном за инфузију лека (15%).

Међу најчешће реакције у инфузији, којих је пријављено око 35% случајева, доминирају:
- пирексија (30%),
- грозница (20%),
- повећан крвни притисак (10%),
- тахикардија (10%).

Остале реагације на инфузије које се јављају код ≥5% пацијената су бледило, тремор, респираторни поремећај, пискање и крепитације у плућима, пруритус и осип.

#### Идурсулфаза
Идурсулфаза (Elaprase) је лек који се користи у терапији Хантеровог синдрома или мукоплисахаридозе тип II. Идурсулфаза је пречишћена форма људске идуронат-2-сулфатазе, лизозомалног ензима, који хидролизује 2-сулфатне естре терминалних идуронатних сулфатних остатака са гликозаминогликана дерматан сулфата и хепаран сулфата у лизозомима разних ћелијских типова. Производи се применом рекомбинантне ДНК технологије на људској ћелијској линији.

#### Галасулфаза
Галсулфаза је варијанта полиморфног људског ензима N-ацетилгалактозаминска 4-сулфатаза рекомбинантног ДНК порекла, који се користи у терапији мукополисахаридозе тип IV.
Галсулфаза је гликопротеин са молекулском тежином од око 56 кД. Овај рекомбинантни протеин се састоји од 495 аминокиселина и садржи шест за аспарагин везаних места гликозилације, четири од којих носе бис маноза-6-фосфат маноза 7 олигосахарид, који је специфични ћелијски мотив препознавања. Посттранслациона модификација Cys53 остатка производи каталитички аминокиселински остатак Ca-формилглицин, који је неопходан за ензимску активност и конзервиран је код свих чланова фамилије сулфатазних ензима.

## Ензимска супституциона терапија као допунска терапија у трансплантацији матичних ћелија
У тешкој форми, мукополисахаридоза, трансплантација матичних ћелија је третман избора, под условом да постоји одговарајући донор, а дете нема тешке, неповратне симптоме. Ензимска супституциона терапија се препоручује пре и после трансплантације:
- Пре трансплантације када се дијагноза успостави, а чека се на трансплантацију (избор донора).
- После трансплантације све док нове матичне ћелије не почну да производе довољно ензима.

## Праћење болесника на терапији
Годишње праћење болесника на ензимској супституционој терапији, која траје доживотно, укључује следеће процедуре:
- Ехокардиографија и електрокардиографија
- Функционални тестови плућа
- Одређивање величине јетре и слезине (МРИ)
- Преглед скелета
- 6-минутни ходни тест (сваких 6 месеци)
- Квалитет живота и процена болова
- Мерење антитела уринарног гликозаминогликана (ГАГ) и идуронат сулфатазе (ИДС)
- Аудиографија
- Основни тест спавања, поновљен по потреби
- Хематолошке и биохемијске анализе крви, метаболички профил и рутинска анализа мокраће.[29]

## Терапија у Србији
У Србији од Хантеровог синдрома или мукополисахаридозе тип I H, боловало је седморо деце, 2014. године, када је Министарство здравства за њих обезедила лечење, увођењем регулативе за ову врсту терапије, тако да од тада средства за лечење ове и осталих ретких болести издваја држава преко својих фондова.
Србија која је прихватила да лечи пацијента од мукополисахаридозе са њене територије, то обавља (уз периодичне контроле и збрињавање неких евентуалних дугорочних компликација), у Универзитетској дечјој клиници у Тиршовој у Београду, јер та установа по опреми и искуству лекара превазилази капацитет болница у Србији.